# 地中海松
地中海松（學名：Pinus halepensis），或稱阿勒頗松，是松屬下的一種喬木，原產於地中海周邊所有低海拔地區。

## 分佈
地中海松一般所處高度為200（660英尺）以下，但在西班牙南部可長到1,000（3,300英尺），克里特島則可達1,200（3,900英尺），摩洛哥、阿爾及利亞及突尼斯等地的海拔到1,700（5,600英尺）的地區也可以見到其蹤跡。

## 描述
地中海松是一種中小型喬木，高度在15—25（49—82英尺）之間，樹幹直徑一般最多長到60（24英寸），但也有長到1（3英尺3英寸）寬的個體。樹皮呈橘紅色、較厚，在樹幹底部開裂，樹幹頂部變薄。松針細長，長度在6—12（2.4—4.7英寸）間，呈明顯的黃綠色、對稱生長。松果為橢球形，長度在 5—12（2.0—4.7英寸）之間，基部寬2—3（0.79—1.18英寸）。松果在24個月內從青色變成成熟的紅褐色，然後於以後的幾年裡慢慢裂開，寬度在5—8（2.0—3.1英寸）之間，使得5—6（0.20—0.24英寸）的種子隨風散播出去。

## 相關物種
地中海松與笠松、土耳其松、加那利松及海岸松有很近的親緣關係，很多特征都相同。一些時候土耳其松被劃為地中海松的亞種，即Pinus halepensis subsp. brutia (Ten.) Holmboe。它一般不會產生變異體，無論何處其形態特征都很穩定。

## 用途

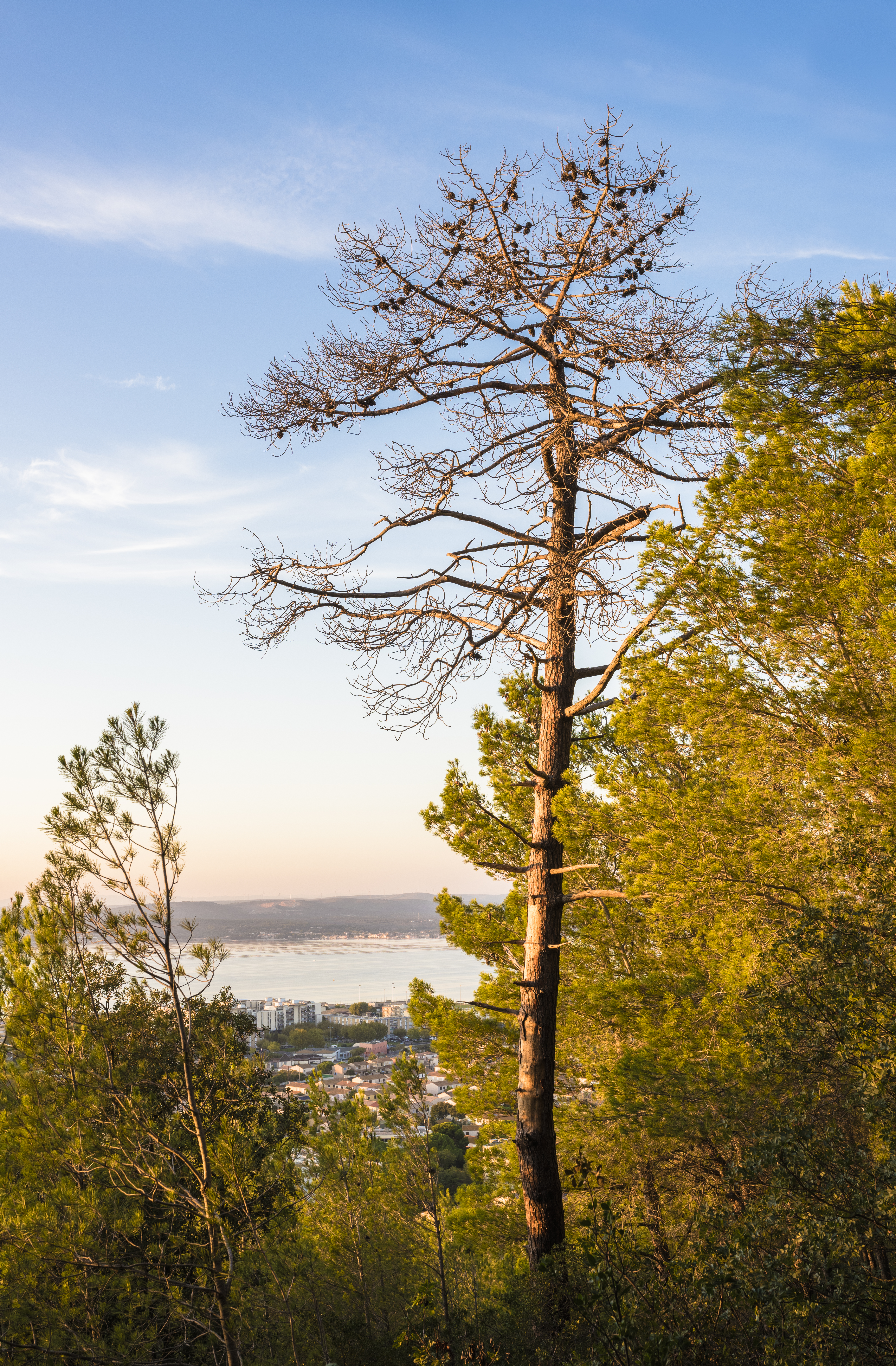
法國托潟湖岸邊的一顆地中海松

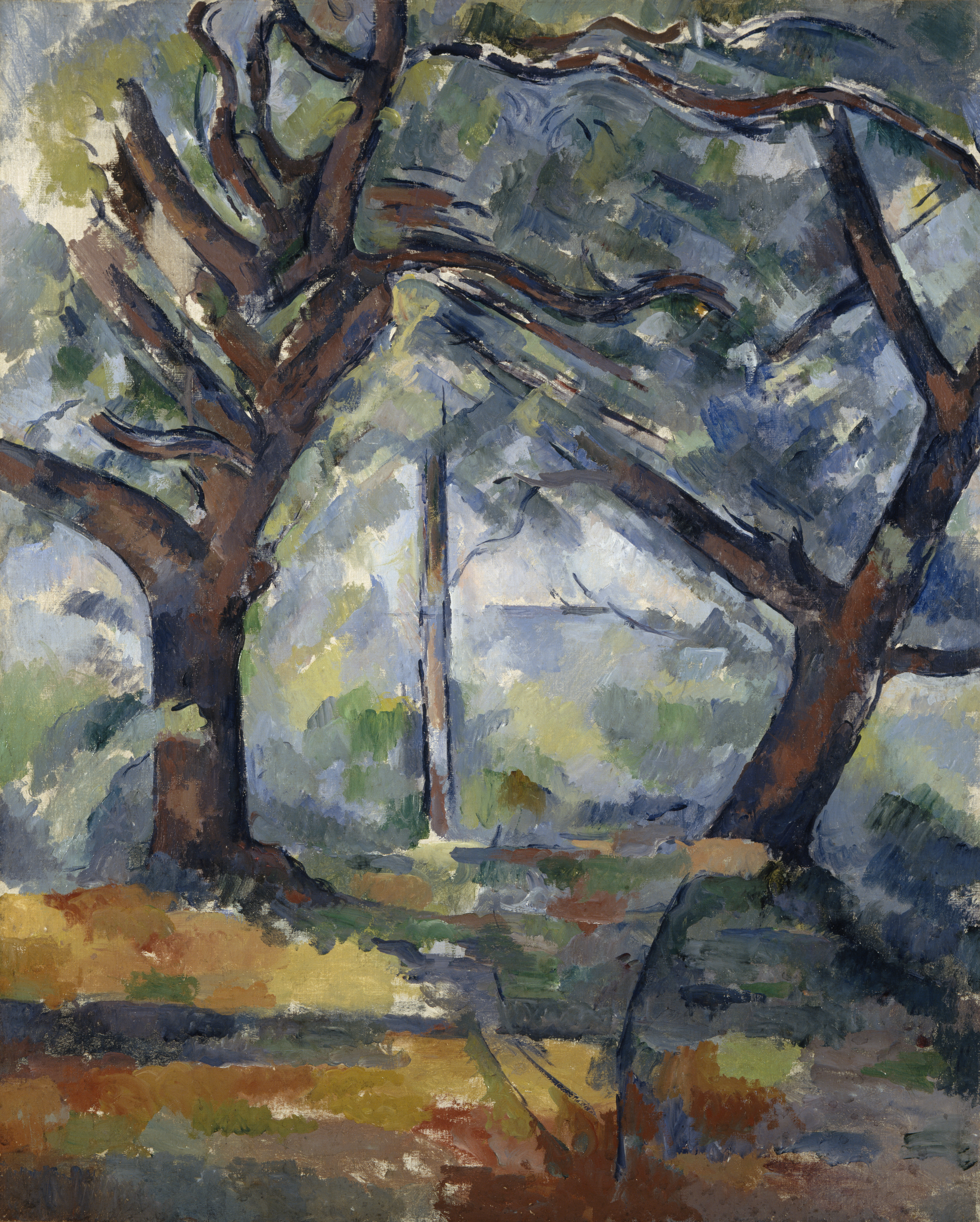
《大樹》，1904，蘇格蘭國家畫廊

在原產地，地中海松因為材質優良而被廣泛種植，是阿爾及利亞和摩洛哥最重要的森林樹種之一。猶太國家基金會將它與土耳其松大面積種植在以色列各地，就算是一度以為不能生長的內蓋夫北部的雅迪爾森林地區，其長勢實際上依然良好。然而，這也造成了當地自然生長的馬基群落及加里格群落的消亡。
地中海松的松脂可用作防腐劑、利尿劑、發紅劑和驅蟲劑，此外對於治療呼吸系統、皮膚、腎和膀胱疾病也有療效。有時候還可以將其加入葡萄酒中以增添風味。除去藥用價值外，其松針里提取出來的物質可以用來製作褐色或綠色染料，松脂也可以用來做蠟和亮光漆。
保羅·塞尚在他普羅旺斯地區艾克斯的花園裡種有一棵地中海松，它出現在了塞尚的畫作《大樹》（1904）中，即該畫的主題。截至2005年，這棵樹還生長在塞尚的花園裡。

## 外部連結
- 维基共享资源上的相關多媒體資源：地中海松
- 維基物種上的相關：Pinus halepensis
- Gymnosperm Database: Pinus halepensis（页面存档备份，存于）